# Ángel Di María
Ángel Fabián Di María (Rosario, 14 febbraio 1988) è un calciatore argentino, centrocampista o attaccante del Rosario Central. Con la nazionale argentina è diventato campione del mondo nel 2022 oltre che campione d'America nel 2021 e nel 2024.
Di origini italiane, in Argentina è stato soprannominato el Fideo (che deriva da “fidè“, nome dato dagli emigrati genovesi ad un tipo di spaghetto molto sottile, il “fidelino” per l'appunto) a causa del suo fisico longilineo. Nonostante una carriera talvolta discontinua, è considerato uno dei calciatori più forti della sua generazione e figura tra i migliori rifinitori della storia del calcio.
Cresciuto nel Rosario Central, prima di trasferirsi in Europa e giocare con le maglie di Benfica, Real Madrid, Manchester Utd, Paris Saint-Germain e Juventus, vanta nel suo palmares a livello di club ventotto titoli, comprese una UEFA Champions League (2013-2014) e una Supercoppa UEFA (2014) con il Real Madrid.
Convocato in nazionale per la prima volta nel 2008, ha collezionato 145 presenze e 31 gol, vincendo due Copa América nel 2021 e nel 2024, una Coppa dei Campioni CONMEBOL-UEFA nel 2022 ed una Coppa del Mondo sempre nel 2022. Con la nazionale Under-20 ha vinto un campionato mondiale di categoria nel 2007, mentre con la selezione olimpica ha vinto un oro olimpico nel 2008.
Di Maria è definito "l'uomo delle finali": è infatti l'unico giocatore della storia ad aver segnato e vinto nella finale di tutti e quattro i grandi tornei riconosciuti dalla FIFA: Campionato mondiale di calcio, Campionato continentale (Copa América), Olimpiadi, Coppa dei Campioni Conmebol-Uefa.

## Caratteristiche tecniche
Mancino di piede, gioca principalmente come esterno destro, sebbene possa agire anche come mezzala in un centrocampo a tre (come con Carlo Ancelotti al Real Madrid e con la nazionale argentina nel 2014) o come trequartista dietro le punte.
Oltre a un ottimo dribbling e alla vastità del suo repertorio di passaggi, tra i quali figura anche la cosiddetta rabona, le corse in verticale con e senza palla sono i suoi punti di forza. È molto abile nella gestione del pallone grazie alla sua ottima tecnica e aiuta la squadra anche nel consolidamento del possesso palla. Spesso si sacrifica nei recuperi difensivi, sapendo ripartire in velocità e con eleganza. Proprio grazie a queste caratteristiche, è ritenuto un ottimo rifinitore e assist-man.
Gestisce molto bene la pressione e ha un ottimo fiuto per il gol, tanto da andare a segno in numerose finali importanti. Ha infatti segnato in ogni finale in cui ha poi vinto con l'Argentina: mondiali under-20 2007, olimpiadi 2008, coppa America 2021, Finalissima 2022 e Mondiali 2022, tutti gol decisivi per la vittoria della coppa.

## Carriera

### Club

#### Rosario Central e Benfica

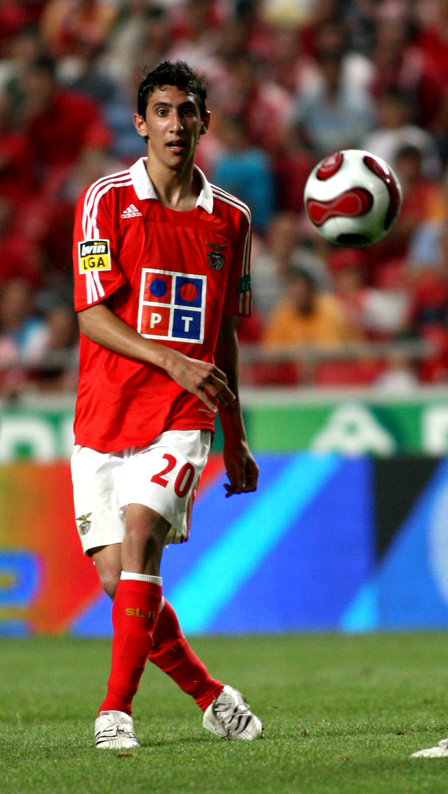
Di María al nel 2007

Inizia la carriera professionistica nel 2005, debuttando con il Rosario Central. Dopo ottime prestazioni nel campionato argentino e nel mondiale Under-20 2007, viene acquistato per 6 milioni di euro dal Benfica per sostituire l'ala portoghese Simão Sabrosa, passato all'Atletico Madrid.

#### Real Madrid
Il 28 giugno 2010 il Real Madrid annuncia, con una nota ufficiale sul proprio sito, l'acquisto del giocatore argentino che sarà legato al club spagnolo per quattro anni. Il costo dell'operazione è di circa 25 milioni di euro più 11 milioni di bonus legati alle prestazioni del giocatore con la nuova squadra. Segna il suo primo gol nel Real Madrid alla terza giornata di campionato sul campo della Real Sociedad. Qualche giorno dopo esordisce nel tabellino dei marcatori della Champions League, annotando all'81º la rete decisiva della vittoria per 1-0 dei blancos sul campo dell'Auxerre. Il 16 marzo segna nella sfida di ritorno degli ottavi di UEFA Champions League contro il Lione, partita vinta 3 a 0 dal Real Madrid. Al rientro da un infortunio subentra nella gara di ritorno dei quarti di finale di Champions League contro l'APOEL Nicosia il 4 aprile 2012 e con un pallonetto realizza la rete del 5-2 finale. Nella partita del 2 maggio contro l'Athletic Bilbao vince il suo primo campionato spagnolo.

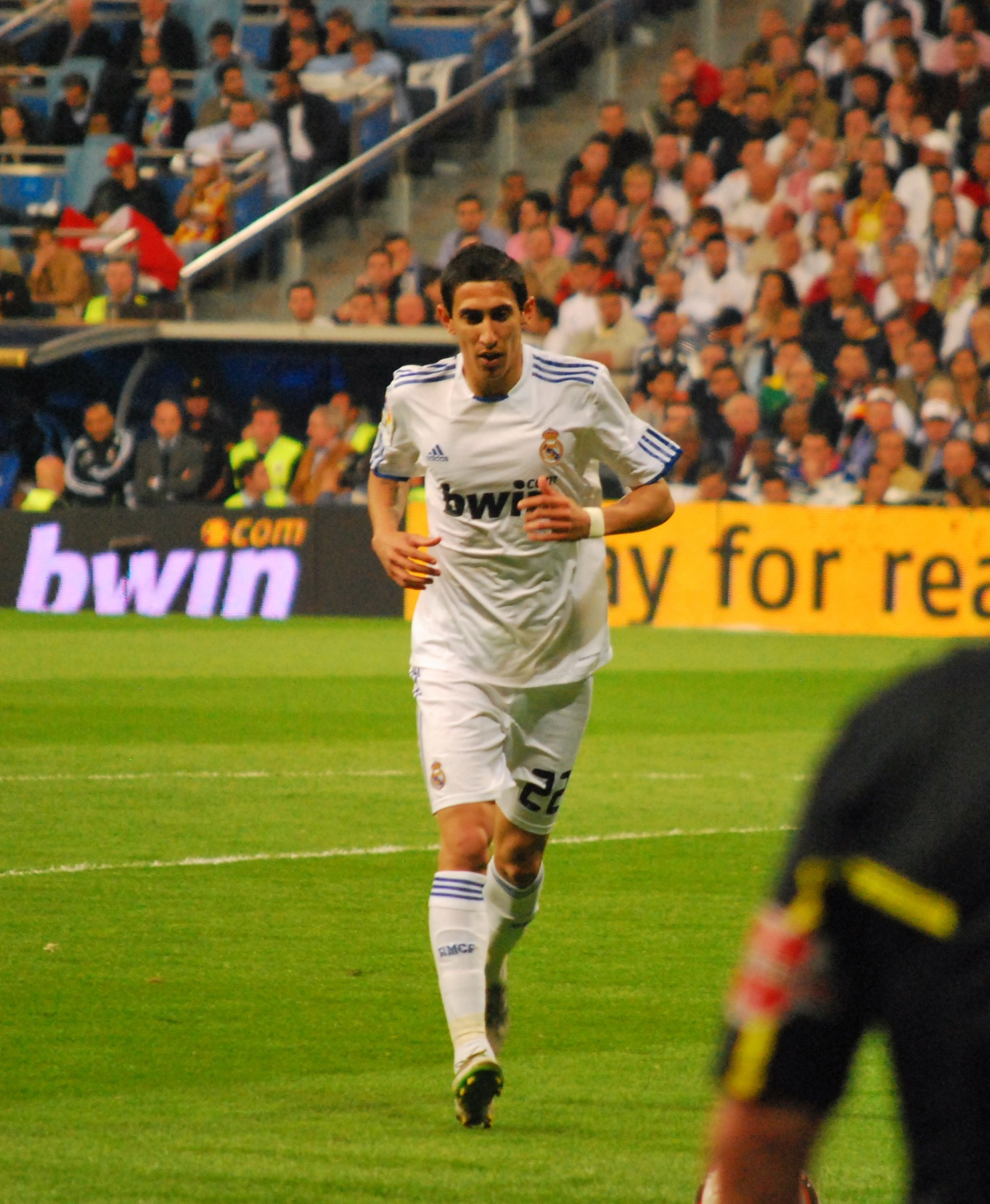
Di María al nel 2011

Inizia la stagione successiva vincendo la Supercoppa di Spagna 2012 nella doppia sfida contro il Barcellona (3-2 per i catalani all'andata a Barcellona, 2-1 per le merengues nel ritorno a Madrid), ma il resto della stagione sarà privo di altri trofei, con il Real che giunge secondo in campionato, finalista in Copa del Rey e semifinalista in Champions League.

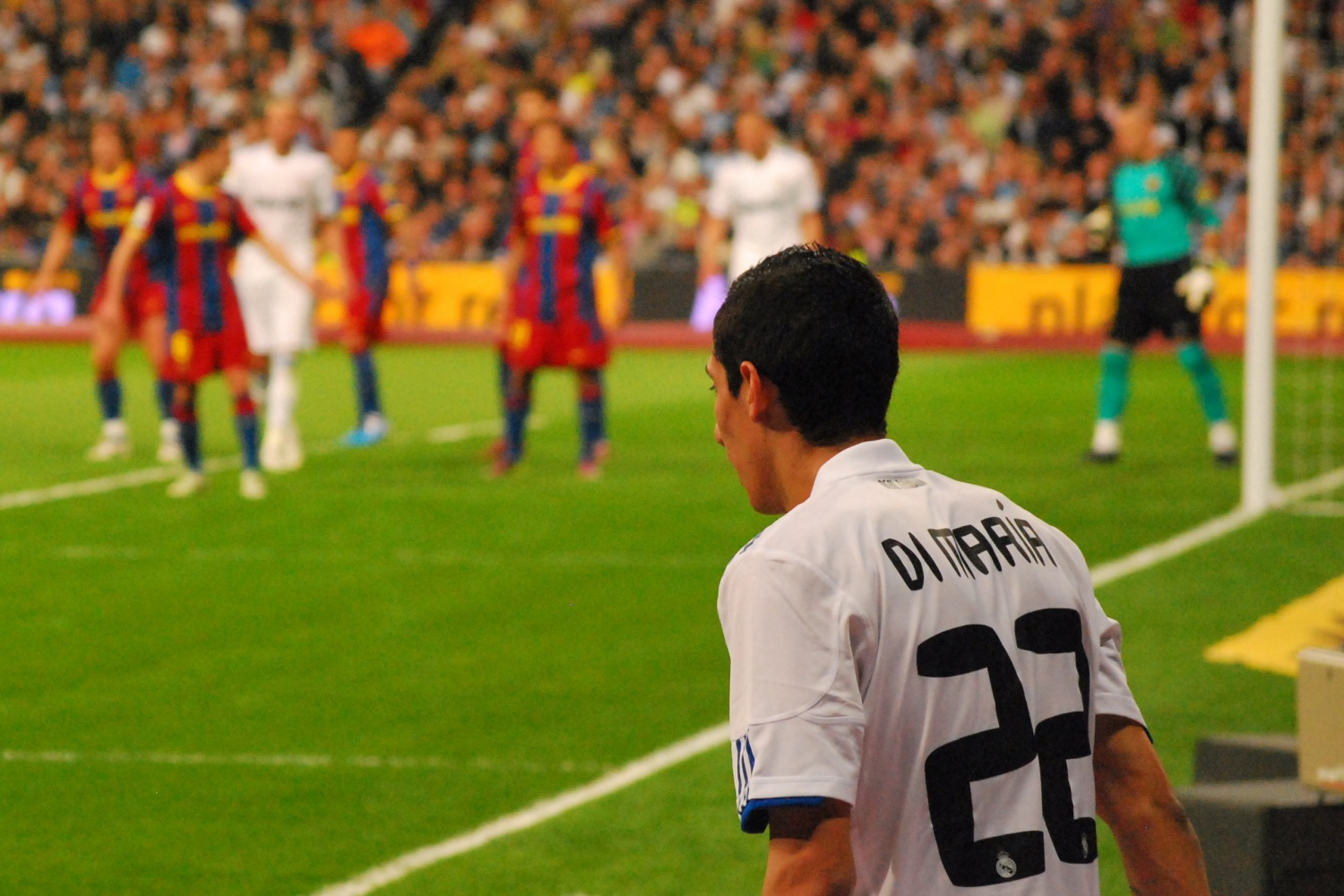
Di María tira un calcio d'angolo nel 2013

Nella stagione 2013-2014, sotto la guida tecnica di Carlo Ancelotti, viene adattato a fare la mezzala sinistra, con ottimi risultati, conquistando anche la Champions League.

#### Manchester Utd
Il 26 agosto 2014 si trasferisce agli inglesi del Manchester Utd per la cifra di 59,7 milioni di sterline (pari a circa 78 milioni e mezzo di euro), diventando così protagonista del quinto trasferimento più costoso della storia del calcio, il più oneroso per un club britannico. Il 30 agosto esordisce nel match esterno contro il Burnley, conclusosi sullo 0-0.
Il 14 settembre seguente, in occasione del match casalingo vinto per 4-0 ai danni del Queens Park Rangers, realizza la sua prima rete con la maglia dei Red Devils; fornendo anche un assist. Trova la via del gol anche la giornata successiva, nella sconfitta per 5-3 sul campo del Leicester City. Il 4 gennaio 2015 torna al gol con la maglia mancuniana, nella trasferta di FA Cup contro lo Yeovil Town, firmando lo 0-2 finale per i suoi. È anche il primo gol nella competizione con la nuova maglia.
In totale sono 4 i gol messi a segno nelle 32 partite disputate con il Manchester tra campionato e coppe inglesi.

#### Paris Saint-Germain

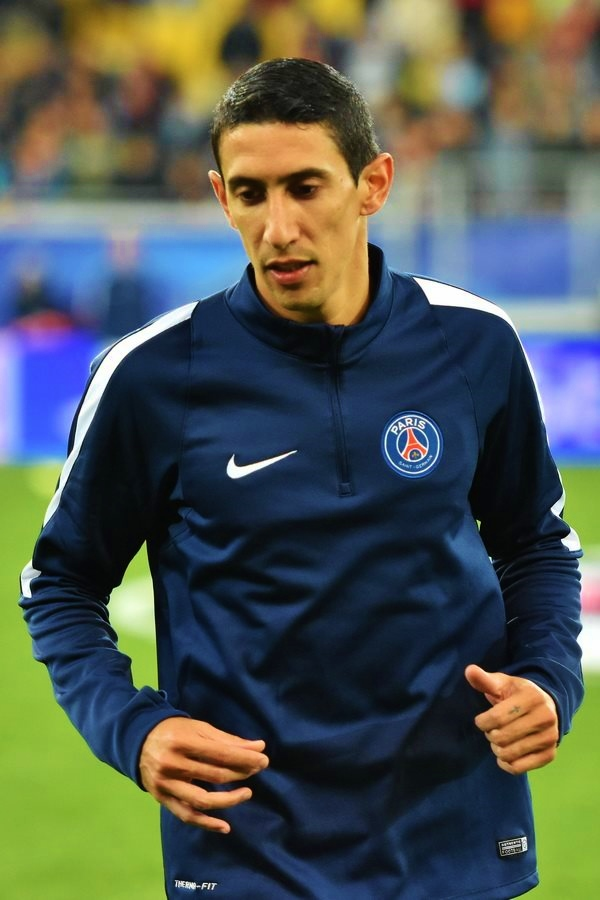
Di María con il nel 2015

Dopo non aver partecipato al tour pre-stagionale negli Stati Uniti d'America con il Manchester Utd, il 6 agosto seguente viene ceduto per 63 milioni di euro al Paris Saint-Germain: diventa così momentaneamente il giocatore più pagato nella storia del calciomercato, sommando i costi dei suoi trasferimenti (record poi battuto da Neymar nel 2017).
Quattro settimane dopo, debutta con i parigini in campionato entrando a partita in corso nella trasferta contro il Monaco (0-3), dove serve il suo primo assist per il compagno di nazionale Ezequiel Lavezzi. Segna il suo primo gol contro il Malmö FF nella prima giornata di Champions e si ripete contro Guingamp, Nantes, Rennes e Tolosa.
Il 23 aprile 2016 vince da protagonista il primo trofeo in Francia, segnando un gol nella finale di coppa di lega contro il Nizza. Conclude la prima stagione con les parisien ottenendo un nuovo record di assist in una stagione, 18.
Il 1º settembre 2018, realizza la rete del momentaneo 2-0 contro il Nîmes direttamente dalla bandierina del calcio d'angolo, sorprendendo Paul Bernardoni. Dopo sette anni tra le file dei parigini, nel giugno del 2022 si svincola dal club.

#### Juventus
L'8 luglio 2022 viene ufficializzato il suo approdo, a parametro zero, alla Juventus. Il 15 agosto seguente, alla partita d'esordio in Serie A, bagna il suo debutto contro il Sassuolo (3-0) con una rete (quella del vantaggio) e un assist per il compagno Dušan Vlahović. Il 14 settembre, esordisce in UEFA Champions League con i bianconeri nella partita contro il Benfica, persa per 1-2, subentrando nella ripresa a Fabio Miretti. Il 5 ottobre, nella partita interna col Maccabi Haifa vinta per 3-1, è autore di tutti e tre gli assist dei gol bianconeri.
Il 23 febbraio 2023, segna la sua prima tripletta con la maglia bianconera, decidendo la gara di ritorno (0-3) degli spareggi di UEFA Europa League contro il Nantes.. 
Il 9 marzo segna di testa la rete decisiva nell'andata casalinga degli ottavi di finale di Europa League contro il Friburgo, portando così a quota 4 reti segnate il suo bottino di reti realizzate in Europa League con la Juventus. Il 6 giugno 2023 annuncia, via social, l'addio alla Juventus dopo un solo anno e 40 presenze, tornando svincolato.

#### Ritorno al Benfica
Il 5 luglio 2023, dopo tredici stagioni, fa ritorno al Benfica. Va subito a segno nella vittoria in Supercoppa portoghese contro il Porto. Nella prima di campionato si ripete nella sconfitta esterna per 3-2 contro il Boavista. Il 12 dicembre segna direttamente su calcio d'angolo la sua prima rete in UEFA Champions League, nella vittoria per 3-1 in casa del Salisburgo che vale l'accesso al playoff di UEFA Europa League. Il 6 agosto 2024 rinnova il suo accordo con i lusitani per un'ulteriore stagione fino al 30 giugno 2025. Il 29 maggio 2025, il club lusitano annuncia l'addio dell'argentino dal termine della stagione, dopo la Coppa del mondo per club FIFA 2025. Segna ancora quattro reti in quest’ultima competizione con il Benfica che viene eliminato agli ottavi. Complessivamente in cinque stagioni con il club portoghese ha messo insieme 215 presenze e 51 gol.

#### Ritorno al Rosario Central
Lo stesso giorno in cui è stata comunicata la sua partenza dal Benfica, viene annunciato il suo ritorno, dopo 18 anni, in Argentina al Rosario Central, suo primo club professionista. Ri-esordisce con le Canallas il 12 luglio nella sfida di Primera División contro il Godoy Cruz (1-1), in cui scende in campo da titolare e realizza il gol del momentaneo 1-0 su calcio di rigore, uscendo qualche minuto dopo per infortunio.

### Nazionale

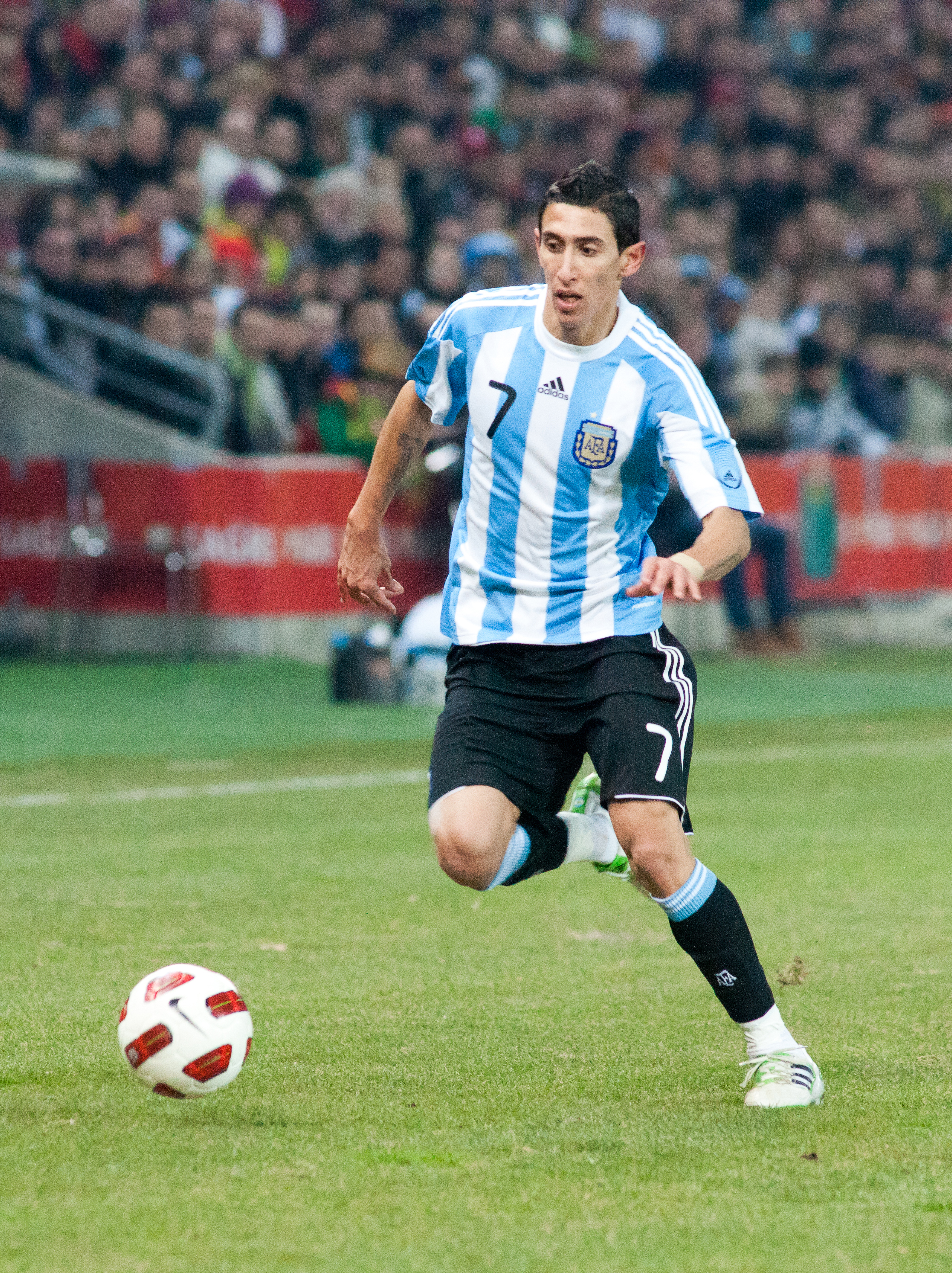
Di María con la nazionale argentina nel 2011

Vincitore dell'oro a Pechino 2008 con la nazionale olimpica (è autore, tra l'altro, della rete decisiva nella finale contro la Nigeria), debutta con la selezione maggiore nel settembre dello stesso anno. Partecipa da titolare ai Mondiali del 2010, senza brillare Convocato per la Copa América 2011, segna una rete nel 3-0 con cui l'Argentina sconfigge la Costa Rica qualificandosi per i quarti di finale.
Presente al campionato del mondo 2014, negli ottavi di finale contro la Svizzera segna al 118º la rete che vale la vittoria argentina. Nei quarti di finale subisce un infortunio che lo costringe a saltare la semifinale. Benché fosse riuscito a recuperare per la finale contro la Germania, non viene schierato per motivi precauzionali, assistendo dalla panchina alla sconfitta per 1-0 della nazionale albiceleste contro la Germania.
Convocato per la Copa América 2015, la squadra verrà sconfitta anche in quest'occasione in finale, perdendo contro il Cile ai tiri di rigore. Viene convocato anche per la Copa América Centenario negli Stati Uniti, manifestazioni in cui gli argentini vengono sconfitti ancora una volta in finale dal Cile, nuovamente vittorioso ai rigori.
Convocato per la Copa América 2019, nei quarti contro il Venezuela ha raggiunto la 100ª presenza in nazionale.
Nel 2021 vince la finale di Copa America in finale contro il Brasile, segnando il gol decisivo.
Il primo giugno 2022 nella Finalissima contro l'Italia di Roberto Mancini a Wembley segna il secondo dei tre gol che hanno contribuito alla vittoria finale dell'Argentina allenata da Lionel Scaloni per 0-3.
Convocato per disputare la fase finale del campionato mondiale del 2022, risulta decisivo fornendo a Messi l'assist per il gol che apre le marcature della vittoria per 2-0 contro il Messico. Il 18 dicembre, nell'atto finale del torneo disputato a Lusail contro la Francia, si guadagna prima il rigore del vantaggio albiceleste e poi segna la rete del momentaneo raddoppio; in seguito al 3-3 dei Bleus la sfida si protrae ai tiri dal dischetto, vinti per 4-2 dall'Argentina grazie a cui si laurea per la prima volta campione del mondo.
Dopo la vittoria della Copa América 2024, annuncia il proprio ritiro dalla nazionale.

## Statistiche

### Presenze e reti nei club
Statistiche aggiornate al 19 luglio 2025.
| Stagione                   | Squadra                    | Campionato                 | Campionato | Campionato | Coppe nazionali | Coppe nazionali | Coppe nazionali | Coppe continentali | Coppe continentali | Coppe continentali | Altre coppe | Altre coppe | Altre coppe | Totale | Totale |
| Stagione                   | Squadra                    | Comp                       | Pres       | Reti       | Comp            | Pres            | Reti            | Comp               | Pres               | Reti               | Comp        | Pres        | Reti        | Pres   | Reti   |
| -------------------------- | -------------------------- | -------------------------- | ---------- | ---------- | --------------- | --------------- | --------------- | ------------------ | ------------------ | ------------------ | ----------- | ----------- | ----------- | ------ | ------ |
| 2005-2006                  | Rosario Central            | PD                         | 10         | 0          | -               | -               | -               | CL                 | 4                  | 0                  | -           | -           | -           | 14     | 0      |
| 2006-2007                  | Rosario Central            | PD                         | 25         | 6          | -               | -               | -               | -                  | -                  | -                  | -           | -           | -           | 25     | 6      |
| 2007-2008                  | Benfica                    | PL                         | 26         | 0          | CP+CdL          | 5+3             | 0               | UCL+CU             | 6+4                | 0+1                | -           | -           | -           | 44     | 1      |
| 2008-2009                  | Benfica                    | PL                         | 24         | 2          | CP+CdL          | 1+5             | 0+1             | CU                 | 5                  | 1                  | -           | -           | -           | 35     | 4      |
| 2009-2010                  | Benfica                    | PL                         | 26         | 5          | CP+CdL          | 1+4             | 0+1             | UEL                | 14                 | 4                  | -           | -           | -           | 45     | 10     |
| 2010-2011                  | Real Madrid                | PD                         | 35         | 6          | CR              | 8               | 0               | UCL                | 10                 | 3                  | -           | -           | -           | 53     | 9      |
| 2011-2012                  | Real Madrid                | PD                         | 23         | 5          | CR              | 0               | 0               | UCL                | 7                  | 2                  | SS          | 2           | 0           | 32     | 7      |
| 2012-2013                  | Real Madrid                | PD                         | 32         | 7          | CR              | 7               | 1               | UCL                | 11                 | 0                  | SS          | 2           | 1           | 52     | 9      |
| 2013-2014                  | Real Madrid                | PD                         | 34         | 4          | CR              | 7               | 4               | UCL                | 11                 | 3                  | -           | -           | -           | 52     | 11     |
| ago. 2014                  | Real Madrid                | PD                         | 0          | 0          | CR              | 0               | 0               | UCL                | 0                  | 0                  | SU+SS+Cmc   | 0+1+0       | 0           | 1      | 0      |
| Totale Real Madrid         | Totale Real Madrid         | Totale Real Madrid         | 124        | 22         |                 | 22              | 5               |                    | 39                 | 8                  |             | 5           | 1           | 190    | 36     |
| 2014-2015                  | Manchester Utd             | PL                         | 27         | 3          | FACup+CdL       | 5+0             | 1               | -                  | -                  | -                  | -           | -           | -           | 32     | 4      |
| 2015-2016                  | Paris Saint-Germain        | L1                         | 29         | 10         | CF+CdL          | 4+4             | 0+2             | UCL                | 10                 | 3                  | SF          | 0           | 0           | 47     | 15     |
| 2016-2017                  | Paris Saint-Germain        | L1                         | 29         | 6          | CF+CdL          | 3+3             | 1+3             | UCL                | 7                  | 4                  | SF          | 1           | 0           | 43     | 14     |
| 2017-2018                  | Paris Saint-Germain        | L1                         | 30         | 11         | CF+CdL          | 6+4             | 7+2             | UCL                | 5                  | 1                  | SF          | 0           | 0           | 45     | 21     |
| 2018-2019                  | Paris Saint-Germain        | L1                         | 30         | 12         | CF+CdL          | 4+2             | 3+0             | UCL                | 8                  | 2                  | SF          | 1           | 2           | 45     | 19     |
| 2019-2020                  | Paris Saint-Germain        | L1                         | 26         | 8          | CF+CdL          | 2+3             | 0+1             | UCL                | 9                  | 3                  | SF          | 1           | 1           | 41     | 13     |
| 2020-2021                  | Paris Saint-Germain        | L1                         | 27         | 4          | CF              | 5               | 0               | UCL                | 10                 | 1                  | SF          | 1           | 0           | 43     | 5      |
| 2021-2022                  | Paris Saint-Germain        | L1                         | 26         | 5          | CF              | 0               | 0               | UCL                | 5                  | 0                  | SF          | 0           | 0           | 31     | 5      |
| Totale Paris Saint-Germain | Totale Paris Saint-Germain | Totale Paris Saint-Germain | 197        | 56         |                 | 40              | 19              |                    | 54                 | 14                 |             | 4           | 3           | 295    | 92     |
| 2022-2023                  | Juventus                   | A                          | 26         | 4          | CI              | 4               | 0               | UCL+UEL            | 3+7                | 0+4                | -           | -           | -           | 40     | 8      |
| 2023-2024                  | Benfica                    | PL                         | 28         | 9          | CP+CdL          | 5+3             | 0+2             | UCL+UEL            | 5+6                | 1+4                | SP          | 1           | 1           | 48     | 17     |
| 2024-2025                  | Benfica                    | PL                         | 25         | 8          | CP+CdL          | 3+3             | 3+3             | UCL                | 9                  | 1                  | Cmc         | 4           | 4           | 44     | 19     |
| Totale Benfica             | Totale Benfica             | Totale Benfica             | 129        | 24         |                 | 33              | 10              |                    | 49                 | 12                 |             | 5           | 5           | 216    | 51     |
| lug.-dic. 2025             | Rosario Central            | PD                         | 2          | 2          | CA              | -               | -               | -                  | -                  | -                  | -           | -           | -           | 2      | 2      |
| Totale Rosario             | Totale Rosario             | Totale Rosario             | 37         | 8          |                 | -               | -               |                    | 4                  | 0                  |             | -           | -           | 41     | 8      |
| Totale carriera            | Totale carriera            | Totale carriera            | 540        | 117        |                 | 104             | 35              |                    | 157                | 38                 |             | 14          | 9           | 815    | 199    |

### Cronologia presenze e reti in nazionale
| Cronologia completa delle presenze e delle reti in nazionale ― Argentina | Cronologia completa delle presenze e delle reti in nazionale ― Argentina | Cronologia completa delle presenze e delle reti in nazionale ― Argentina | Cronologia completa delle presenze e delle reti in nazionale ― Argentina | Cronologia completa delle presenze e delle reti in nazionale ― Argentina | Cronologia completa delle presenze e delle reti in nazionale ― Argentina | Cronologia completa delle presenze e delle reti in nazionale ― Argentina | Cronologia completa delle presenze e delle reti in nazionale ― Argentina |
| Data                                                                     | Città                                                                    | In casa                                                                  | Risultato                                                                | Ospiti                                                                   | Competizione                                                             | Reti                                                                     | Note                                                                     |
| ------------------------------------------------------------------------ | ------------------------------------------------------------------------ | ------------------------------------------------------------------------ | ------------------------------------------------------------------------ | ------------------------------------------------------------------------ | ------------------------------------------------------------------------ | ------------------------------------------------------------------------ | ------------------------------------------------------------------------ |
| 6-9-2008                                                                 | Buenos Aires                                                             | Argentina                                                                | 1 – 1                                                                    | Paraguay                                                                 | Qual. Mondiali 2010                                                      | -                                                                        | 46’                                                                      |
| 28-3-2009                                                                | Buenos Aires                                                             | Argentina                                                                | 4 – 0                                                                    | Venezuela                                                                | Qual. Mondiali 2010                                                      | -                                                                        | 73’                                                                      |
| 1-4-2009                                                                 | La Paz                                                                   | Bolivia                                                                  | 6 – 1                                                                    | Argentina                                                                | Qual. Mondiali 2010                                                      | -                                                                        | 57’ 64’                                                                  |
| 10-10-2009                                                               | Buenos Aires                                                             | Argentina                                                                | 2 – 1                                                                    | Perù                                                                     | Qual. Mondiali 2010                                                      | -                                                                        |                                                                          |
| 14-10-2009                                                               | Montevideo                                                               | Uruguay                                                                  | 0 – 1                                                                    | Argentina                                                                | Qual. Mondiali 2010                                                      | -                                                                        | 75’                                                                      |
| 14-11-2009                                                               | Madrid                                                                   | Spagna                                                                   | 2 – 1                                                                    | Argentina                                                                | Amichevole                                                               | -                                                                        |                                                                          |
| 3-3-2010                                                                 | Monaco di Baviera                                                        | Germania                                                                 | 0 – 1                                                                    | Argentina                                                                | Amichevole                                                               | -                                                                        |                                                                          |
| 24-5-2010                                                                | Buenos Aires                                                             | Argentina                                                                | 5 – 0                                                                    | Canada                                                                   | Amichevole                                                               | 1                                                                        |                                                                          |
| 12-6-2010                                                                | Johannesburg                                                             | Argentina                                                                | 1 – 0                                                                    | Nigeria                                                                  | Mondiali 2010 - 1º turno                                                 | -                                                                        | 86’                                                                      |
| 17-6-2010                                                                | Johannesburg                                                             | Argentina                                                                | 4 – 1                                                                    | Corea del Sud                                                            | Mondiali 2010 - 1º turno                                                 | -                                                                        |                                                                          |
| 22-6-2010                                                                | Polokwane                                                                | Grecia                                                                   | 0 – 2                                                                    | Argentina                                                                | Mondiali 2010 - 1º turno                                                 | -                                                                        | 63’                                                                      |
| 27-6-2010                                                                | Johannesburg                                                             | Argentina                                                                | 3 – 1                                                                    | Messico                                                                  | Mondiali 2010 - Ottavi di finale                                         | -                                                                        | 79’                                                                      |
| 3-7-2010                                                                 | Città del Capo                                                           | Argentina                                                                | 0 – 4                                                                    | Germania                                                                 | Mondiali 2010 - Quarti di finale                                         | -                                                                        | 75’                                                                      |
| 11-8-2010                                                                | Dublino                                                                  | Irlanda                                                                  | 0 – 1                                                                    | Argentina                                                                | Amichevole                                                               | 1                                                                        | 75’                                                                      |
| 7-9-2010                                                                 | Buenos Aires                                                             | Argentina                                                                | 4 – 1                                                                    | Spagna                                                                   | Amichevole                                                               | -                                                                        | 59’ 75’                                                                  |
| 8-10-2010                                                                | Saitama                                                                  | Giappone                                                                 | 1 – 0                                                                    | Argentina                                                                | Amichevole                                                               | -                                                                        | 84’                                                                      |
| 17-11-2010                                                               | Doha                                                                     | Argentina                                                                | 1 – 0                                                                    | Brasile                                                                  | Amichevole                                                               | -                                                                        |                                                                          |
| 9-2-2011                                                                 | Ginevra                                                                  | Argentina                                                                | 2 – 1                                                                    | Portogallo                                                               | Amichevole                                                               | 1                                                                        | 65’                                                                      |
| 26-3-2011                                                                | East Rutherford                                                          | Stati Uniti                                                              | 1 – 1                                                                    | Argentina                                                                | Amichevole                                                               | -                                                                        |                                                                          |
| 20-6-2011                                                                | Buenos Aires                                                             | Argentina                                                                | 4 – 0                                                                    | Albania                                                                  | Amichevole                                                               | -                                                                        | 46’                                                                      |
| 1-7-2011                                                                 | La Plata                                                                 | Argentina                                                                | 1 – 1                                                                    | Bolivia                                                                  | Coppa America 2011 - 1º turno                                            | -                                                                        | 46’                                                                      |
| 11-7-2011                                                                | Córdoba                                                                  | Argentina                                                                | 3 – 0                                                                    | Costa Rica                                                               | Coppa America 2011 - 1º turno                                            | 1                                                                        | 80’                                                                      |
| 16-7-2011                                                                | Santa Fe                                                                 | Argentina                                                                | 1 – 1 dts (4 – 5 dtr)                                                    | Uruguay                                                                  | Coppa America 2011 - Quarti di finale                                    | -                                                                        | 72’                                                                      |
| 2-9-2011                                                                 | Calcutta                                                                 | Venezuela                                                                | 0 – 1                                                                    | Argentina                                                                | Amichevole                                                               | -                                                                        |                                                                          |
| 6-9-2011                                                                 | Dacca                                                                    | Argentina                                                                | 3 – 1                                                                    | Nigeria                                                                  | Amichevole                                                               | 1                                                                        | 76’                                                                      |
| 7-10-2011                                                                | Buenos Aires                                                             | Argentina                                                                | 4 – 1                                                                    | Cile                                                                     | Qual. Mondiali 2014                                                      | -                                                                        | 85’                                                                      |
| 11-10-2011                                                               | Puerto La Cruz                                                           | Venezuela                                                                | 1 – 0                                                                    | Argentina                                                                | Qual. Mondiali 2014                                                      | -                                                                        | 84’                                                                      |
| 2-6-2012                                                                 | Buenos Aires                                                             | Argentina                                                                | 4 – 0                                                                    | Ecuador                                                                  | Qual. Mondiali 2014                                                      | 1                                                                        | 83’                                                                      |
| 9-6-2012                                                                 | New York                                                                 | Argentina                                                                | 4 – 3                                                                    | Brasile                                                                  | Amichevole                                                               | -                                                                        | 74’                                                                      |
| 15-8-2012                                                                | Francoforte                                                              | Germania                                                                 | 1 – 3                                                                    | Argentina                                                                | Amichevole                                                               | 1                                                                        | 73’                                                                      |
| 7-9-2012                                                                 | Córdoba                                                                  | Argentina                                                                | 3 – 1                                                                    | Paraguay                                                                 | Qual. Mondiali 2014                                                      | 1                                                                        | 79’                                                                      |
| 11-9-2012                                                                | Lima                                                                     | Perù                                                                     | 1 – 1                                                                    | Argentina                                                                | Qual. Mondiali 2014                                                      | -                                                                        | 89’                                                                      |
| 12-10-2012                                                               | Mendoza                                                                  | Argentina                                                                | 3 – 0                                                                    | Uruguay                                                                  | Qual. Mondiali 2014                                                      | -                                                                        |                                                                          |
| 16-10-2012                                                               | Santiago del Cile                                                        | Cile                                                                     | 1 – 2                                                                    | Argentina                                                                | Qual. Mondiali 2014                                                      | -                                                                        | 51’ 77’                                                                  |
| 14-11-2012                                                               | Riyad                                                                    | Arabia Saudita                                                           | 0 – 0                                                                    | Argentina                                                                | Amichevole                                                               | -                                                                        |                                                                          |
| 6-2-2013                                                                 | Solna                                                                    | Svezia                                                                   | 2 – 3                                                                    | Argentina                                                                | Amichevole                                                               | -                                                                        | 46’                                                                      |
| 26-3-2013                                                                | La Paz                                                                   | Bolivia                                                                  | 1 – 1                                                                    | Argentina                                                                | Qual. Mondiali 2014                                                      | -                                                                        | 90’                                                                      |
| 7-6-2013                                                                 | Buenos Aires                                                             | Argentina                                                                | 0 – 0                                                                    | Colombia                                                                 | Qual. Mondiali 2014                                                      | -                                                                        |                                                                          |
| 11-6-2013                                                                | Quito                                                                    | Ecuador                                                                  | 1 – 1                                                                    | Argentina                                                                | Qual. Mondiali 2014                                                      | -                                                                        | 57’                                                                      |
| 14-8-2013                                                                | Roma                                                                     | Italia                                                                   | 1 – 2                                                                    | Argentina                                                                | Amichevole                                                               | -                                                                        | 82’                                                                      |
| 10-9-2013                                                                | Asunción                                                                 | Paraguay                                                                 | 2 – 5                                                                    | Argentina                                                                | Qual. Mondiali 2014                                                      | 1                                                                        |                                                                          |
| 11-10-2013                                                               | Buenos Aires                                                             | Argentina                                                                | 3 – 1                                                                    | Perù                                                                     | Qual. Mondiali 2014                                                      | -                                                                        | 90+1’                                                                    |
| 15-11-2013                                                               | East Rutherford                                                          | Ecuador                                                                  | 0 – 0                                                                    | Argentina                                                                | Amichevole                                                               | -                                                                        |                                                                          |
| 18-11-2013                                                               | Saint Louis                                                              | Argentina                                                                | 2 – 0                                                                    | Bosnia ed Erzegovina                                                     | Amichevole                                                               | -                                                                        | 86’                                                                      |
| 5-3-2014                                                                 | Bucarest                                                                 | Romania                                                                  | 0 – 0                                                                    | Argentina                                                                | Amichevole                                                               | -                                                                        | 90’                                                                      |
| 4-6-2014                                                                 | Buenos Aires                                                             | Argentina                                                                | 3 – 0                                                                    | Trinidad e Tobago                                                        | Amichevole                                                               | -                                                                        | 63’                                                                      |
| 7-6-2014                                                                 | La Plata                                                                 | Argentina                                                                | 2 – 0                                                                    | Slovenia                                                                 | Amichevole                                                               | -                                                                        | 57’                                                                      |
| 15-6-2014                                                                | Rio de Janeiro                                                           | Argentina                                                                | 2 – 1                                                                    | Bosnia ed Erzegovina                                                     | Mondiali 2014 - 1º turno                                                 | -                                                                        |                                                                          |
| 21-6-2014                                                                | Belo Horizonte                                                           | Argentina                                                                | 1 – 0                                                                    | Iran                                                                     | Mondiali 2014 - 1º turno                                                 | -                                                                        | 90+4’                                                                    |
| 25-6-2014                                                                | Porto Alegre                                                             | Nigeria                                                                  | 2 – 3                                                                    | Argentina                                                                | Mondiali 2014 - 1º turno                                                 | -                                                                        |                                                                          |
| 1-7-2014                                                                 | San Paolo                                                                | Argentina                                                                | 1 – 0 dts                                                                | Svizzera                                                                 | Mondiali 2014 - Ottavi di finale                                         | 1                                                                        | 120’                                                                     |
| 5-7-2014                                                                 | Brasilia                                                                 | Argentina                                                                | 1 – 0                                                                    | Belgio                                                                   | Mondiali 2014 - Quarti di finale                                         | -                                                                        | 33’                                                                      |
| 3-9-2014                                                                 | Düsseldorf                                                               | Germania                                                                 | 2 – 4                                                                    | Argentina                                                                | Amichevole                                                               | 1                                                                        | 86’                                                                      |
| 11-10-2014                                                               | Pechino                                                                  | Brasile                                                                  | 2 – 0                                                                    | Argentina                                                                | Amichevole                                                               | -                                                                        |                                                                          |
| 14-10-2014                                                               | Hong Kong                                                                | Hong Kong                                                                | 0 – 7                                                                    | Argentina                                                                | Amichevole                                                               | -                                                                        | 73’                                                                      |
| 12-11-2014                                                               | Londra                                                                   | Argentina                                                                | 2 – 1                                                                    | Croazia                                                                  | Amichevole                                                               | -                                                                        | 77’                                                                      |
| 18-11-2014                                                               | Manchester                                                               | Argentina                                                                | 0 – 1                                                                    | Portogallo                                                               | Amichevole                                                               | -                                                                        | 61’                                                                      |
| 28-3-2015                                                                | Landover                                                                 | El Salvador                                                              | 0 – 2                                                                    | Argentina                                                                | Amichevole                                                               | -                                                                        | 73’                                                                      |
| 31-3-2015                                                                | East Rutherford                                                          | Argentina                                                                | 2 – 1                                                                    | Ecuador                                                                  | Amichevole                                                               | -                                                                        | 79’                                                                      |
| 6-6-2015                                                                 | San Juan                                                                 | Argentina                                                                | 5 – 0                                                                    | Bolivia                                                                  | Amichevole                                                               | 2                                                                        | cap.                                                                     |
| 13-6-2015                                                                | La Serena                                                                | Argentina                                                                | 2 – 2                                                                    | Paraguay                                                                 | Coppa America 2015 - 1º turno                                            | -                                                                        |                                                                          |
| 16-6-2015                                                                | La Serena                                                                | Argentina                                                                | 1 – 0                                                                    | Uruguay                                                                  | Coppa America 2015 - 1º turno                                            | -                                                                        | 88’                                                                      |
| 20-6-2015                                                                | Viña del Mar                                                             | Argentina                                                                | 1 – 0                                                                    | Giamaica                                                                 | Coppa America 2015 - 1º turno                                            | -                                                                        | 84’                                                                      |
| 26-6-2015                                                                | Viña del Mar                                                             | Argentina                                                                | 0 – 0 dts (5 – 4 dtr)                                                    | Colombia                                                                 | Coppa America 2015 - Quarti di finale                                    | -                                                                        | 87’                                                                      |
| 30-6-2015                                                                | Concepción                                                               | Argentina                                                                | 6 – 1                                                                    | Paraguay                                                                 | Coppa America 2015 - Semifinale                                          | 2                                                                        |                                                                          |
| 4-7-2015                                                                 | Santiago del Cile                                                        | Cile                                                                     | 0 – 0 dts (4 - 1 dtr)                                                    | Argentina                                                                | Coppa America 2015 - Finale                                              | -                                                                        | 29’                                                                      |
| 8-10-2015                                                                | Buenos Aires                                                             | Argentina                                                                | 0 – 2                                                                    | Ecuador                                                                  | Qual. Mondiali 2018                                                      | -                                                                        |                                                                          |
| 13-10-2015                                                               | Asunción                                                                 | Paraguay                                                                 | 0 – 0                                                                    | Argentina                                                                | Qual. Mondiali 2018                                                      | -                                                                        |                                                                          |
| 13-11-2015                                                               | Buenos Aires                                                             | Argentina                                                                | 1 – 1                                                                    | Brasile                                                                  | Qual. Mondiali 2018                                                      | -                                                                        |                                                                          |
| 17-11-2015                                                               | Barranquilla                                                             | Colombia                                                                 | 0 – 1                                                                    | Argentina                                                                | Qual. Mondiali 2018                                                      | -                                                                        |                                                                          |
| 24-3-2016                                                                | Santiago del Cile                                                        | Cile                                                                     | 1 – 2                                                                    | Argentina                                                                | Qual. Mondiali 2018                                                      | 1                                                                        | 80’                                                                      |
| 29-3-2016                                                                | Córdoba                                                                  | Argentina                                                                | 2 – 0                                                                    | Bolivia                                                                  | Qual. Mondiali 2018                                                      | -                                                                        | 31’                                                                      |
| 27-5-2016                                                                | San Juan                                                                 | Argentina                                                                | 1 – 0                                                                    | Honduras                                                                 | Amichevole                                                               | -                                                                        |                                                                          |
| 6-6-2016                                                                 | Santa Clara                                                              | Argentina                                                                | 2 – 1                                                                    | Cile                                                                     | Coppa America Centenario - 1º turno                                      | 1                                                                        | 65’ 80’                                                                  |
| 10-6-2016                                                                | Chicago                                                                  | Argentina                                                                | 5 – 0                                                                    | Panama                                                                   | Coppa America Centenario - 1º turno                                      | -                                                                        | 43’                                                                      |
| 26-6-2016                                                                | East Rutherford                                                          | Argentina                                                                | 0 – 0 dts (2 – 4 dtr)                                                    | Cile                                                                     | Coppa America Centenario - Finale                                        | -                                                                        | 57’                                                                      |
| 1-9-2016                                                                 | Mendoza                                                                  | Argentina                                                                | 1 – 0                                                                    | Uruguay                                                                  | Qual. Mondiali 2018                                                      | -                                                                        | 48’ 85’                                                                  |
| 7-9-2016                                                                 | Mérida                                                                   | Venezuela                                                                | 2 – 2                                                                    | Argentina                                                                | Qual. Mondiali 2018                                                      | -                                                                        |                                                                          |
| 7-10-2016                                                                | Lima                                                                     | Perù                                                                     | 2 – 2                                                                    | Argentina                                                                | Qual. Mondiali 2018                                                      | -                                                                        |                                                                          |
| 11-10-2016                                                               | Córdoba                                                                  | Argentina                                                                | 0 – 1                                                                    | Paraguay                                                                 | Qual. Mondiali 2018                                                      | -                                                                        |                                                                          |
| 10-11-2016                                                               | Belo Horizonte                                                           | Brasile                                                                  | 3 – 0                                                                    | Argentina                                                                | Qual. Mondiali 2018                                                      | -                                                                        | 71’                                                                      |
| 15-11-2016                                                               | San Juan                                                                 | Argentina                                                                | 3 – 0                                                                    | Colombia                                                                 | Qual. Mondiali 2018                                                      | 1                                                                        | 85’                                                                      |
| 23-3-2017                                                                | Buenos Aires                                                             | Argentina                                                                | 1 – 0                                                                    | Cile                                                                     | Qual. Mondiali 2018                                                      | -                                                                        |                                                                          |
| 28-3-2017                                                                | La Paz                                                                   | Bolivia                                                                  | 2 – 0                                                                    | Argentina                                                                | Qual. Mondiali 2018                                                      | -                                                                        |                                                                          |
| 9-6-2017                                                                 | Melbourne                                                                | Brasile                                                                  | 0 – 1                                                                    | Argentina                                                                | Amichevole                                                               | -                                                                        |                                                                          |
| 13-6-2017                                                                | Singapore                                                                | Singapore                                                                | 0 – 6                                                                    | Argentina                                                                | Amichevole                                                               | 1                                                                        |                                                                          |
| 31-8-2017                                                                | Montevideo                                                               | Uruguay                                                                  | 0 – 0                                                                    | Argentina                                                                | Qual. Mondiali 2018                                                      | -                                                                        | 90+2’                                                                    |
| 5-9-2017                                                                 | Buenos Aires                                                             | Argentina                                                                | 1 – 1                                                                    | Venezuela                                                                | Qual. Mondiali 2018                                                      | -                                                                        | 25’                                                                      |
| 5-10-2017                                                                | Buenos Aires                                                             | Argentina                                                                | 0 – 0                                                                    | Perù                                                                     | Qual. Mondiali 2018                                                      | -                                                                        | 46’                                                                      |
| 10-10-2017                                                               | Quito                                                                    | Ecuador                                                                  | 1 – 3                                                                    | Argentina                                                                | Qual. Mondiali 2018                                                      | -                                                                        | 84’                                                                      |
| 11-11-2017                                                               | Mosca                                                                    | Russia                                                                   | 0 – 1                                                                    | Argentina                                                                | Amichevole                                                               | -                                                                        | 75’                                                                      |
| 14-11-2017                                                               | Krasnodar                                                                | Argentina                                                                | 2 – 4                                                                    | Nigeria                                                                  | Amichevole                                                               | -                                                                        | 76’                                                                      |
| 23-3-2018                                                                | Manchester                                                               | Argentina                                                                | 2 – 0                                                                    | Italia                                                                   | Amichevole                                                               | -                                                                        | cap. 64’                                                                 |
| 29-5-2018                                                                | Buenos Aires                                                             | Argentina                                                                | 4 – 0                                                                    | Haiti                                                                    | Amichevole                                                               | -                                                                        | 59’                                                                      |
| 16-6-2018                                                                | Mosca                                                                    | Argentina                                                                | 1 – 1                                                                    | Islanda                                                                  | Mondiali 2018 - 1º turno                                                 | -                                                                        | 75’                                                                      |
| 26-6-2018                                                                | San Pietroburgo                                                          | Nigeria                                                                  | 1 – 2                                                                    | Argentina                                                                | Mondiali 2018 - 1º turno                                                 | -                                                                        | 72’                                                                      |
| 30-6-2018                                                                | Kazan'                                                                   | Francia                                                                  | 4 – 3                                                                    | Argentina                                                                | Mondiali 2018 - Ottavi di finale                                         | 1                                                                        |                                                                          |
| 15-6-2019                                                                | Salvador                                                                 | Argentina                                                                | 0 – 2                                                                    | Colombia                                                                 | Coppa America 2019 - 1º turno                                            | -                                                                        | 46’                                                                      |
| 19-6-2019                                                                | Belo Horizonte                                                           | Argentina                                                                | 1 – 1                                                                    | Paraguay                                                                 | Coppa America 2019 - 1º turno                                            | -                                                                        | 67’                                                                      |
| 28-6-2019                                                                | Rio de Janeiro                                                           | Venezuela                                                                | 0 – 2                                                                    | Argentina                                                                | Coppa America 2019 - Quarti di finale                                    | -                                                                        | 64’                                                                      |
| 2-7-2019                                                                 | Belo Horizonte                                                           | Brasile                                                                  | 2 – 0                                                                    | Argentina                                                                | Coppa America 2019 - Semifinale                                          | -                                                                        | 59’                                                                      |
| 6-7-2019                                                                 | San Paolo                                                                | Argentina                                                                | 2 – 1                                                                    | Cile                                                                     | Coppa America 2019 - Finale 3º posto                                     | -                                                                        | 67’                                                                      |
| 12-11-2020                                                               | Buenos Aires                                                             | Argentina                                                                | 1 – 1                                                                    | Paraguay                                                                 | Qual. Mondiali 2022                                                      | -                                                                        | 60’                                                                      |
| 17-11-2020                                                               | Lima                                                                     | Perù                                                                     | 0 – 2                                                                    | Argentina                                                                | Qual. Mondiali 2022                                                      | -                                                                        | 72’                                                                      |
| 3-6-2021                                                                 | Santiago del Estero                                                      | Argentina                                                                | 1 – 1                                                                    | Cile                                                                     | Qual. Mondiali 2022                                                      | -                                                                        | 62’                                                                      |
| 14-6-2021                                                                | Rio de Janeiro                                                           | Argentina                                                                | 1 – 1                                                                    | Cile                                                                     | Coppa America 2021 - 1º turno                                            | -                                                                        | 67’                                                                      |
| 18-6-2021                                                                | Brasilia                                                                 | Argentina                                                                | 1 – 0                                                                    | Uruguay                                                                  | Coppa America 2021 - 1º turno                                            | -                                                                        | 70’                                                                      |
| 21-6-2021                                                                | Brasilia                                                                 | Argentina                                                                | 1 – 0                                                                    | Paraguay                                                                 | Coppa America 2021 - 1º turno                                            | -                                                                        | 81’                                                                      |
| 3-7-2021                                                                 | Goiânia                                                                  | Argentina                                                                | 3 – 0                                                                    | Ecuador                                                                  | Coppa America 2021 - Quarti di finale                                    | -                                                                        | 71’                                                                      |
| 6-7-2021                                                                 | Brasilia                                                                 | Argentina                                                                | 1 – 1 dts (3 – 2 dtr)                                                    | Colombia                                                                 | Coppa America 2021 - Semifinale                                          | -                                                                        | 67’                                                                      |
| 10-7-2021                                                                | Rio de Janeiro                                                           | Argentina                                                                | 1 – 0                                                                    | Brasile                                                                  | Coppa America 2021 - Finale                                              | 1                                                                        | 79’                                                                      |
| 2-9-2021                                                                 | Caracas                                                                  | Venezuela                                                                | 1 – 3                                                                    | Argentina                                                                | Qual. Mondiali 2022                                                      | -                                                                        | 63’                                                                      |
| 9-9-2021                                                                 | Buenos Aires                                                             | Argentina                                                                | 3 – 0                                                                    | Bolivia                                                                  | Qual. Mondiali 2022                                                      | -                                                                        | 71’                                                                      |
| 7-10-2021                                                                | Asunción                                                                 | Paraguay                                                                 | 0 – 0                                                                    | Argentina                                                                | Qual. Mondiali 2022                                                      | -                                                                        | 46’                                                                      |
| 10-10-2021                                                               | Buenos Aires                                                             | Argentina                                                                | 3 – 0                                                                    | Uruguay                                                                  | Qual. Mondiali 2022                                                      | -                                                                        | 75’                                                                      |
| 14-10-2021                                                               | Buenos Aires                                                             | Argentina                                                                | 1 – 0                                                                    | Perù                                                                     | Qual. Mondiali 2022                                                      | -                                                                        | 73’                                                                      |
| 12-11-2021                                                               | Montevideo                                                               | Uruguay                                                                  | 0 – 1                                                                    | Argentina                                                                | Qual. Mondiali 2022                                                      | 1                                                                        | 64’                                                                      |
| 16-11-2021                                                               | San Juan                                                                 | Argentina                                                                | 0 – 0                                                                    | Brasile                                                                  | Qual. Mondiali 2022                                                      | -                                                                        | 75’                                                                      |
| 27-1-2022                                                                | Calama                                                                   | Cile                                                                     | 1 – 2                                                                    | Argentina                                                                | Qual. Mondiali 2022                                                      | 1                                                                        | cap. 85’                                                                 |
| 1-2-2022                                                                 | Córdoba                                                                  | Argentina                                                                | 1 – 0                                                                    | Colombia                                                                 | Qual. Mondiali 2022                                                      | -                                                                        | cap. 69’                                                                 |
| 24-3-2022                                                                | Buenos Aires                                                             | Argentina                                                                | 3 – 0                                                                    | Venezuela                                                                | Qual. Mondiali 2022                                                      | 1                                                                        | 64’                                                                      |
| 1-6-2022                                                                 | Londra                                                                   | Italia                                                                   | 0 – 3                                                                    | Argentina                                                                | Coppa dei Campioni CONMEBOL-UEFA 2022                                    | 1                                                                        | 90+1’                                                                    |
| 27-9-2022                                                                | Harrison                                                                 | Argentina                                                                | 3 – 0                                                                    | Giamaica                                                                 | Amichevole                                                               | -                                                                        | cap. 78’                                                                 |
| 16-11-2022                                                               | Abu Dhabi                                                                | Emirati Arabi Uniti                                                      | 0 – 5                                                                    | Argentina                                                                | Amichevole                                                               | 2                                                                        | 46’                                                                      |
| 22-11-2022                                                               | Lusail                                                                   | Argentina                                                                | 1 – 2                                                                    | Arabia Saudita                                                           | Mondiali 2022 - 1º turno                                                 | -                                                                        |                                                                          |
| 26-11-2022                                                               | Lusail                                                                   | Argentina                                                                | 2 – 0                                                                    | Messico                                                                  | Mondiali 2022 - 1º turno                                                 | -                                                                        | 69’                                                                      |
| 30-11-2022                                                               | Doha                                                                     | Polonia                                                                  | 0 – 2                                                                    | Argentina                                                                | Mondiali 2022 - 1º turno                                                 | -                                                                        | 59’                                                                      |
| 9-12-2022                                                                | Lusail                                                                   | Paesi Bassi                                                              | 2 – 2 dts (3 – 4 dtr)                                                    | Argentina                                                                | Mondiali 2022 - Quarti di finale                                         | -                                                                        | 112’                                                                     |
| 18-12-2022                                                               | Lusail                                                                   | Argentina                                                                | 3 – 3 dts (4 – 2 dtr)                                                    | Francia                                                                  | Mondiali 2022 - Finale                                                   | 1                                                                        | 64’                                                                      |
| 23-3-2023                                                                | Buenos Aires                                                             | Argentina                                                                | 2 – 0                                                                    | Panama                                                                   | Amichevole                                                               | -                                                                        | 60’                                                                      |
| 28-3-2023                                                                | Santiago del Estero                                                      | Argentina                                                                | 7 – 0                                                                    | Curaçao                                                                  | Amichevole                                                               | 1                                                                        | 67’                                                                      |
| 15-6-2023                                                                | Pechino                                                                  | Argentina                                                                | 2 – 0                                                                    | Australia                                                                | Amichevole                                                               | -                                                                        | 59’                                                                      |
| 7-9-2023                                                                 | Buenos Aires                                                             | Argentina                                                                | 1 – 0                                                                    | Ecuador                                                                  | Qual. Mondiali 2026                                                      | -                                                                        | 62’                                                                      |
| 12-9-2023                                                                | La Paz                                                                   | Bolivia                                                                  | 0 – 3                                                                    | Argentina                                                                | Qual. Mondiali 2026                                                      | -                                                                        |                                                                          |
| 16-11-2023                                                               | Buenos Aires                                                             | Argentina                                                                | 0 – 2                                                                    | Uruguay                                                                  | Qual. Mondiali 2026                                                      | -                                                                        | 53’                                                                      |
| 21-11-2023                                                               | Rio de Janeiro                                                           | Brasile                                                                  | 0 – 1                                                                    | Argentina                                                                | Qual. Mondiali 2026                                                      | -                                                                        | 78’                                                                      |
| 22-3-2024                                                                | Filadelfia                                                               | Argentina                                                                | 3 – 0                                                                    | El Salvador                                                              | Amichevole                                                               | -                                                                        | cap.                                                                     |
| 26-3-2024                                                                | Los Angeles                                                              | Argentina                                                                | 3 – 1                                                                    | Costa Rica                                                               | Amichevole                                                               | 1                                                                        | cap. 82’                                                                 |
| 9-6-2024                                                                 | Chicago                                                                  | Argentina                                                                | 1 – 0                                                                    | Ecuador                                                                  | Amichevole                                                               | 1                                                                        | cap.                                                                     |
| 14-6-2024                                                                | Landover                                                                 | Argentina                                                                | 4 – 1                                                                    | Guatemala                                                                | Amichevole                                                               | -                                                                        | 62’                                                                      |
| 20-6-2024                                                                | Atlanta                                                                  | Argentina                                                                | 2 – 0                                                                    | Canada                                                                   | Coppa America 2024 - 1º turno                                            | -                                                                        | 68’                                                                      |
| 25-6-2024                                                                | East Rutherford                                                          | Cile                                                                     | 0 – 1                                                                    | Argentina                                                                | Coppa America 2024 - 1º turno                                            | -                                                                        | 73’                                                                      |
| 29-6-2024                                                                | Miami Gardens                                                            | Argentina                                                                | 2 – 0                                                                    | Perù                                                                     | Coppa America 2024 - 1º turno                                            | -                                                                        | cap. 77’                                                                 |
| 9-7-2024                                                                 | East Rutherford                                                          | Argentina                                                                | 2 – 0                                                                    | Canada                                                                   | Coppa America 2024 - Semifinale                                          | -                                                                        | 78’                                                                      |
| 14-7-2024                                                                | Miami Gardens                                                            | Argentina                                                                | 1 – 0 dts                                                                | Colombia                                                                 | Coppa America 2024 - Finale                                              | -                                                                        | 117’                                                                     |
| Totale                                                                   |                                                                          | Presenze (3º posto)                                                      | 145                                                                      |                                                                          | Reti (7º posto)                                                          | 31                                                                       |                                                                          |

## Palmarès

### Club

#### Competizioni nazionali
- Coppa di Lega portoghese: 3

Benfica: 2008-2009, 2009-2010, 2024-2025
- Campionato portoghese: 1

Benfica: 2009-2010
- Coppa di Spagna: 2

Real Madrid: 2010-2011, 2013-2014
- Campionato spagnolo: 1

Real Madrid: 2011-2012
- Supercoppa di Spagna: 1

Real Madrid: 2012
- Campionato francese: 5

Paris Saint-Germain: 2015-2016, 2017-2018, 2018-2019, 2019-2020, 2021-2022
- Coppa di Lega francese: 4

Paris Saint-Germain: 2015-2016, 2016-2017, 2017-2018, 2019-2020
- Coppa di Francia: 5

Paris Saint-Germain: 2015-2016, 2016-2017, 2017-2018, 2019-2020, 2020-2021
- Supercoppa francese: 5

Paris Saint-Germain: 2016, 2017, 2018, 2019, 2020
- Supercoppa di Portogallo: 1

Benfica: 2023

#### Competizioni internazionali
- UEFA Champions League: 1

Real Madrid: 2013-2014
- Supercoppa UEFA: 1

Real Madrid: 2014

### Nazionale

#### Competizioni giovanili e olimpiche
- Campionato mondiale Under-20: 1

Canada 2007
- Oro olimpico: 1

Pechino 2008

#### Competizioni maggiori
- Coppa America: 2

Brasile 2021, Stati Uniti 2024
- Coppa dei Campioni CONMEBOL-UEFA: 1

Finalissima 2022
- Campionato mondiale: 1

Qatar 2022

### Individuale
- Squadra della stagione della UEFA Champions League: 1

2013-2014
- All-Star Team del campionato mondiale: 1

Brasile 2014
- Squadra dell'anno UEFA: 1

2014
- FIFA/FIFPro World XI: 1

2014
- Calciatore argentino dell'anno (militante all'estero dal 2007) del Círculo de Periodistas Deportivos: 1

2014
- ESM Team of the Year: 1

2015-2016
- Miglior giocatore della Supercoppa di Francia: 2

2016, 2018
- Miglior giocatore della Coppa di Lega francese: 1

2016-2017
- Capocannoniere della Coppa di Francia: 1

2017-2018 (7 gol, a pari merito con Said Idazza)
- Squadra maschile CONMEBOL del decennio 2011-2020 IFFHS: 1

2020